# Palača Bronza
Palača Bronza (Bronzina kuća) je bila palača hrvatske obitelji Bronza u Perastu.

## Smještaj
Nalazi se u istočnom dijelu Perasta, u predjelu zvanom Luka, uz samu obalu. U ruševnom je stanju.

## Povijest
Datira iz 18. stoljeća.
U 19. stoljeću obitelj Bronza kojoj je palača pripadala izumrla je. Za vrijeme austro-ugarske vlasti služila je kao carinarnica. Trag ondašnje namjene ostao je u imenu Dogana (tal. za carinu) za zgradu. Danas je u palači župni ured, a također je i stambene namjene.

## Karakteristike
Pripada vrsti uobičajenih baroknih palača. Ima prizemlje, kat i treću etažu u obliku belvedera, koji je oblika karakteristične barokne volute.
Naglašeni dio glavne fasade je srednja okomica na kojoj su istaknuti elementi građevine: portal u prizemlju, balkon na katu koji se proteže samo središnjim dijelom palače i belveder. U prizemlju je portal "u bunjatu" te dva elipsasta prozora, koja stilski pripadaju baroku. Na portalu je grb kazade Šilopija koji čini ptica (golubica) na stablu lipe, koje se nalazi na vrhu brda. Slijedi balkon na prvom katu i mramorni reljef, točnije bareljef Navještenja (Blagovijesti) (djelo iz 1506. godine). Prozori su profila svojstvenog baroku. Iznad je belveder u središnjem dijelu. Palača ima i puškarnice. Palača "Lastavica" na pročelju prvog kata ima po dva prozora sa svake strane, a s boka po dva prozora. Belveder na pročelju ima dva prozora. Ogradu na balkonu čine balustri.
Izvorni unutarnji raspored prostorija sačuvao se do danas. Pragovi unutarnjih vrata su od korčulanskog kamena i bogato su obrađeni. Stropne grede nosači su profilirane. Palača čini dio urbanog ansambla, "otok Bronzu" (ižula Bronza) koji čine obrambena kula, sklop kuća i palača.